# Rudolf Raffelsberger

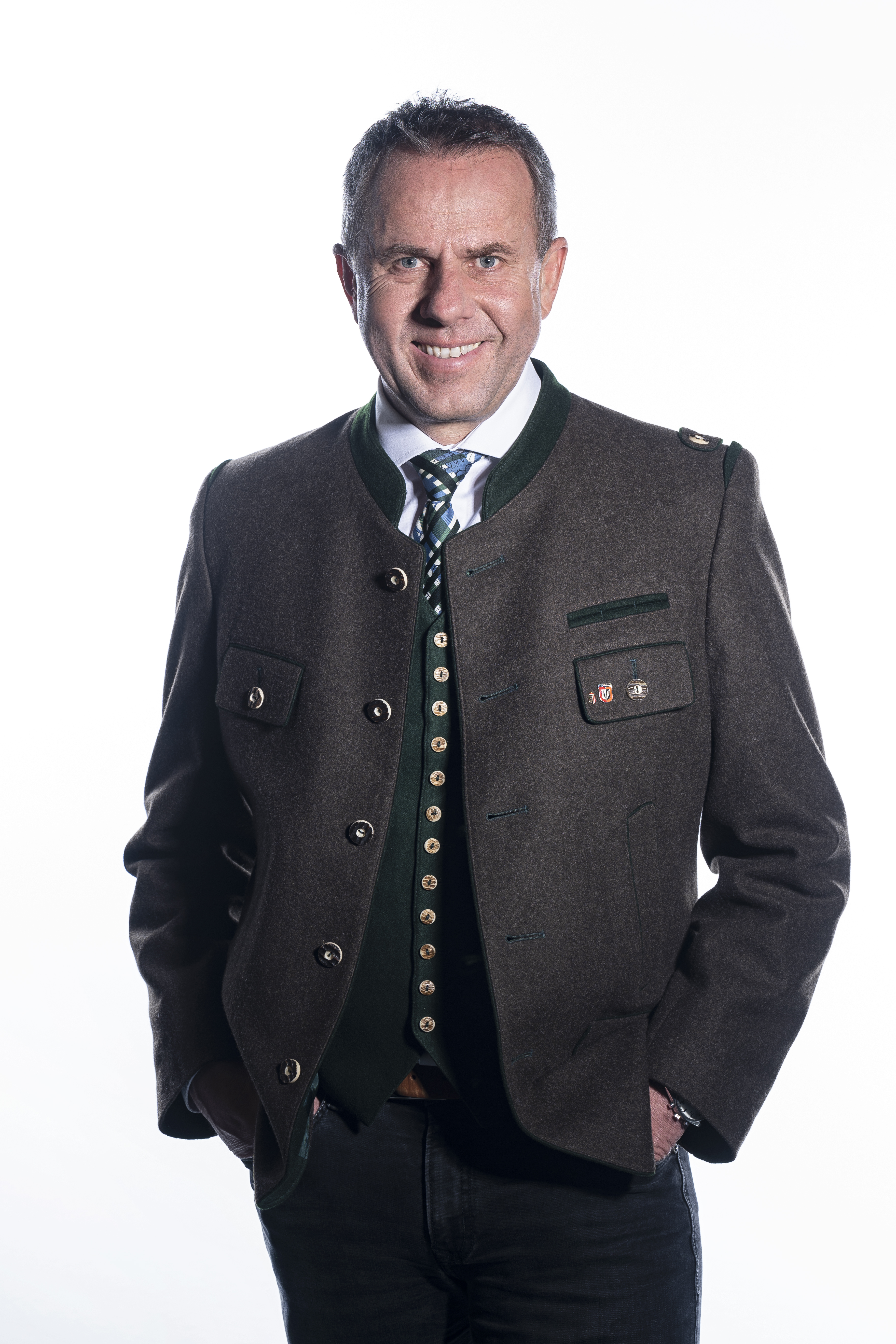
Rudolf Raffelsberger (2021)

Rudolf Raffelsberger (* 11. Februar 1968 in Gmunden) ist ein oberösterreichischer Politiker (ÖVP), seit 23. Oktober 2015 Landtagsabgeordneter und seit 2009 Bürgermeister von Scharnstein. Daneben sitzt er im Aufsichtsrat der OÖ Verkehrsholding.

## Leben

### Ausbildung und Laufbahn
Raffelsberger durchlief nach Volks- und Hauptschule von 1982 bis 1983 einen polytechnischen Lehrgang, dem anschließend eine dreijährige Zimmererlehre folgte. Seit 1991 ist er im Landesdienst beschäftigt. Von 1994 bis 1997 besuchte er eine Bauhandwerkerschule, der 1997 die Ausbilderprüfung sowie ein Jahr darauf die Ausbildung zum technischen Fachdienst folgte. Von 1998 bis 2009 fungierte Raffelsberger als Straßenmeister-Stellvertreter.

### Ämter und Funktionen
Von 1994 bis 1998 war Raffelsberger Obmann im Österreichischen Arbeitnehmerinnen- und Arbeitnehmerbund (ÖAAB) der Betriebsgruppe Autobahnmeisterei Vorchdorf, von 1999 bis 2007 hatte er das Amt des ÖAAB-Obmanns für Scharnstein inne. Von 2002 bis 2003 war er ÖVP-Fraktionsobmann von Scharnstein und seit 2003 ist er ÖVP-Gemeindeparteiobmann der Marktgemeinde Scharnstein. Von 2014 bis 2017 hatte er das Amt des ÖAAB-Bezirksobmanns Gmunden inne und seit 2016 ist er ÖVP-Bezirksparteiobmann von Gmunden.
Seit 2002 war Raffelsberger Gemeindevorstand von Scharnstein, danach von 2004 bis 2009 Vizebürgermeister und seit 2009 ist er Bürgermeister der Marktgemeinde Scharnstein.
Weitere Funktionen Raffelsbergers sind Aufsichtsrat der Oberösterreichischen Verkehrsholding sowie Mitglied im Aufsichtsrat der Kulturhauptstadt Salzkammergut 2024.
Raffelsberger ist verheiratet und hat drei Kinder.